# Lysiopetalum herzegowinensis
Lysiopetalum herzegowinensis är en mångfotingart som beskrevs av Karl Wilhelm Verhoeff 1897. Lysiopetalum herzegowinensis ingår i släktet Lysiopetalum och familjen Callipodidae. Inga underarter finns listade i Catalogue of Life.